# Teodora Marčeta
Teodora Marčeta (Inđija, 7. avgust 1993) srpska je pozorišna i televizijska glumica.
Završila je osnovne akademske, a nakon toga i master studije na Akademiji umetnosti u Novom Sadu, u klasi profesora Nikite Milivojevića.
Ostvarila je uloge kako u pozorištu, tako i u TV serijama.
Osnivač je udruženja Kreativni centar „Artelje” u Inđiji, gde je jedan od rukovodilaca škole glume za decu.

## Pozorište
- Ana Karenjina, monodrama ANA / režija : Ivana Janošev (master rad)[1]
- Beti, Veštice iz Salema / režija: Nikita Milivojević[2]
- Rezankina, Baroni di Makaroni / režija: Olja Đorđević[3]
- Bosiljka, Sve za ljubav / režija: Vladimir Lazić[4]
- Vila, Čarobna frula / režija: Vladimir Lazić[5]
- Lepotica, Lepotica i zver / režija: Miroslav Lekić

## Filmografija
| God.  | Naziv                                 | Uloga   |
| ----- | ------------------------------------- | ------- |
| 2019. | Nek ide život (TV serija)             | Devojka |
| 2020. | Neki bolji ljudi (TV serija)          | Rejčel  |
| 2021. | Ljubav ispod zlatnog bora (TV serija) | Julija  |

## Nagrade i priznanja
- Najbolja epizodna ženska uloga u predstavi „Lizistrata ili Porazgovarajmo malo o ratu i miru”, Art Trem Fest 2016.[6]

## Spoljašnje veze
- Teodora Marčeta на веб-сајту  (језик: енглески)
- „Pozorište lutaka “Pinokio” - Baroni Di Makaroni”. You Tube. Приступљено 5. 11. 2020.